# Chen Run’er
Chen Run’er (chinesisch 陈润儿, Pinyin Chén Rùn’ér; geb. im Oktober 1957 in Chaling in der Provinz Hunan) ist ein chinesischer Politiker, der seit Oktober 2019 Chef der kommunistischen Partei in Ningxia ist. Zuvor war er Gouverneur der Provinz Henan ist, stellvertretender Chef der kommunistischen Partei der Provinz Heilongjiang und Parteichef der Städte Changsha und Xiangtan in seiner Heimatprovinz Hunan.

## Leben
Chen Run’er wurde im Oktober 1957 im Kreis Chaling in der Provinz Hunan geboren. Er trat 1975 in die Kommunistische Partei Chinas ein. Von 1983 bis 1985 studierte er Landwirtschaft an der Hunan Agricultural University.
Chen verbrachte den Großteil seiner frühen Karriere in der Regierung des Kreises Chaling und stieg 1987 zum Bezirksrichter und 1990 zum Bezirksvorsteher auf. 1992 wurde er Bürgermeister von Chenzhou, einer damaligen Stadt auf Kreisebene. Zwei Jahre später wurde er stellvertretender Parteichef der Präfektur Chenzhou. Von 1993 bis 1996 studierte er in Teilzeit an der Zentralen Parteischule. 1997 wurde er stellvertretender Parteichef der Präfektur Loudi. Im April 2000 wurde Chen zum Bürgermeister der Stadt Xiangtan auf Präfektursebene (bis Januar 2001) und 2003 zum Parteichef von Xiangtan ernannt. Im November 2006 wurde er Parteichef von Changsha, der Hauptstadt von Hunan.
Im April 2013 wurde Chen nach Heilongjiang im Nordosten Chinas versetzt, um als stellvertretender Parteichef der Provinz zu dienen. Im November 2014, als die Zentralkommission für Disziplinarinspektion ein Team nach Heilongjiang schickte, gab es Gerüchte, dass Chen Run’er wahrscheinlich aufgrund von Korruption stürzen würde, und die chinesische Nachrichtenseite Boxun berichtete sogar, dass Chen verhaftet worden sei. Dies erwies sich jedoch als Falschmeldung. Im März 2016 wurde Chen als stellvertretender Parteichef und designierter Gouverneur in die Provinz Henan in Zentralchina beordert. Am 7. April 2016 wählte der Volkskongress der Provinz Chen zum Gouverneur von Henan, der damit die Nachfolge von Xie Fuzhan antrat, der zum Parteichef der Provinz ernannt worden war. 2019 wurde er Parteichef in Ningxia.
Chen war stellvertretendes Mitglied des 17. und 18. Zentralkomitees der Kommunistischen Partei Chinas und ist Vollmitglied des 19. Zentralkomitees.